# Psyche
Die Psyche (altgriechisch ψυχή ‚Seele, Schmetterling‘) bezeichnet die Gesamtheit aller geistigen Eigenschaften und Persönlichkeitsmerkmale eines Individuums oder speziell eines Menschen. Sie beinhaltet Fühlen, Denken und sämtliche anderen individuellen kognitiven Fähigkeiten, also somit auch unter anderem Lernfähigkeit, Emotionen, Wahrnehmung, Empfindung, Empathie, Wissen, Intuition oder Motivation. Darüber hinaus sind auch Träume mit der Psyche in Verbindung zu bringen. Im Gegensatz zur Seele umfasst die Psyche keine transzendenten Elemente. Erkrankungen der Psyche werden als psychische Störungen bezeichnet.
In der Medizin geht man heute von der Annahme aus, dass Körper (Physis) und Geist (Psyche) nicht voneinander unabhängig sind, sondern sich gegenseitig beeinflussen (Psychosomatik).
Obwohl im allgemeinen Kontext auf Menschen beschränkt, wird gelegentlich auch bei Tieren von einer „Psyche“ gesprochen.

## Definition und Allgemeines
Das heute sachlich vorherrschende Verständnis von Psyche bezieht sich auf das „Gesamtsystem“ aller jener (Lebens-)„Regungen“, das „der Volksmund“ seit langem als Innenleben oder auch Seelenleben bezeichnet und dabei wie die wissenschaftliche Psychologie in Denken und Gefühlsleben unterteilt. Damit ist zuerst die Gesamtheit solcher „Lebensäußerungen“ oder Eigenreaktionen gemeint, die zuerst oder überhaupt nur der Selbst- oder Eigenwahrnehmung zugänglich sind und damit nur aus der subjektiven oder heute sog. „Ersten-Person-Perspektive“ beobachtet und beschrieben werden können: das erlebende Wahrnehmen, das vorstellende Erinnern vorgängiger Erfahrungen, das Träumen, spontane oder willkürliche Ausdenken oder Phantasieren möglicher oder andersartiger Erfahrungen aller nur denkbaren Art bis hin zum vielfältigen emotionalen Reagieren darauf (und gegebenenfalls damit in Zusammenhang stehendem gewohnheitsmäßigen, also gelernten Verhalten und absichtlichen oder bewussten und eventuell sogar geplanten bis strategischen Handeln).
Mit Psyche wird somit heute vorwiegend die „subjektive“ oder „innere“ Erlebensseite des – im Ganzen auch Handeln und sonstiges Reagieren einschließenden – Gegenstandsbereichs der Psychologie gemeint. Sie wird vor allem in der Tiefenpsychologie einschließlich des dabei nicht (immer) Bewussten oder „Unbewussten“ zu erfassen versucht und in verschiedenen Ordnungs- oder Erklärungsmodellen dargestellt. Mit den krankheitswertigen Störungen des psychischen Erlebens und deren Heilung beschäftigen sich die Psychiatrie sowie die Psychotherapie und hier vor allem die Psychoanalyse.
Traditionell wird außerdem „dem Psychischen“ der „physische“ Leib oder „somatische“ Körper gegenübergestellt. Als „psychosomatisch“ werden dann solche „leib-seelischen“ Vorgänge bezeichnet, bei denen die bewussten und unbewussten psychischen Aktivitäten mit solchen Vorgängen im Menschen in Zusammenhang stehen, die nur physiologisch, biochemisch oder anderweitig festgestellt und beobachtet werden können. In erster Linie handelt es sich dabei um Veränderungen von vegetativ gesteuerten und hormonell vermittelten Vitalfunktionen wie Muskeltonus, Atmung, Herzschlag, Blutdruck oder Verdauung einschließlich evtl. dadurch bedingter krankhafter Auswirkungen wie etwa chronischer oder sogar schmerzhafter Verspannung, um nur ein Beispiel davon anzuführen.
Tiere nehmen ebenfalls wahr und zeigen verschiedenartige emotionale Reaktionen. Deswegen wird ihnen gelegentlich auch ein, seit Wilhelm Wundt hin und wieder auch „Tierseele“ genanntes psychisches Erleben zugeschrieben. Umstritten ist, ob es bei ihnen eine der menschlichen Vorstellungsfähigkeit gleichende oder mit ihr identische psychische Funktion gibt, die ein über elementares „Wiedererkennen“ in Momenten aktueller Wahrnehmung hinausgehendes, insbesondere willkürliches Erinnern sowie vor allem projektives oder vorausschauendes Vorstellen ermöglicht.
Aufgrund dieser besonderen Fähigkeit sind ältere Kinder und vor allem erwachsene Menschen zu jener Art von bewusstem, insbesondere absichtlichen Denken und Planen fähig, das bei Tieren bislang nicht beobachtet werden konnte. Menschen werden deswegen für ihre Taten verantwortlich gemacht, nicht dagegen Tiere und Kleinkinder vor Entwicklung ausreichender Erinnerungsfähigkeit und Beherrschung eines gezielten und kontrollierten, insbesondere regelgeleiteten und allein „in der Vorstellung“ oder „im Geiste“ stattfindenden Kombinierens von Vorstellungselementen jeder Art („Denken“).

## Psyche in der Psychoanalyse
Nach Auffassung Freuds liegen allen unseren Handlungen psychische Motive (Antriebsgründe und Beweggründe) zugrunde. „Psyche“ bezeichnet das System, in dem Wahrnehmung und Denken gründen, also das, worauf die affektiven und rationalen Motive unserer Handlungen beruhen. „System“ (Organismus) bezeichnet ein Gebilde, dessen wesentliche Elemente (Teile) so aufeinander bezogen sind, dass sie eine Einheit (ein Ganzes) abgeben. Systeme organisieren und erhalten sich durch Strukturen. „Struktur“ bezeichnet dabei das Muster (Form) der Systemelemente und ihrer Beziehungsgeflechte, durch die ein System funktioniert (entsteht und sich erhält). Die Motive unserer Handlungen können nach Freuds Strukturmodell der Psyche in drei unterscheidbaren Strukturen wurzeln: im Es, Über-Ich und Ich.

### Strukturmodell nach Sigmund Freud
„Es“ bezeichnet jene psychische Struktur, in der die
- Triebe (zum Beispiel Hunger, Sexualtrieb),
- Bedürfnisse (zum Beispiel Geltungsbedürfnis, Angenommenseinsbedürfnis)
- und Affekte (Neid, Hass, Vertrauen, Liebe) gründen.

Die Triebe, Bedürfnisse und Affekte sind auch psychische Muster (psychische „Organe“), mittels derer wir weitgehend unwillentlich bzw. unbewusst wahrnehmen und die das menschliche Handeln leiten.
„Über-Ich“ bezeichnet jene psychische Struktur, in der die aus der erzieherischen Umwelt verinnerlichten Handlungsnormen, Ich-Ideale, Rollen und Weltbilder gründen.
„Ich“ bezeichnet jene psychische Strukturinstanz, die mittels des selbstkritischen Denkens und mittels kritisch-rational gesicherter Normen, Werte und Weltbild-Elementen realitätsgerecht vermittelt „zwischen den Ansprüchen des Es, des Überich und der sozialen Umwelt mit dem Ziel, psychische und soziale Konflikte konstruktiv aufzulösen (= zum Verschwinden zu bringen).“

### Ichpsychologie und Psychoanalyse
Nach den ersten Lebensmonaten erfährt ein Neugeborenes immer deutlicher, dass es von Dingen und anderen Menschen unterschieden ist. Es entwickelt ein erstes Bewusstsein von den eigenen Körpergrenzen und Selbstgefühlen. „In den folgenden vier Lebensjahren lernt ein Kind (vorsprachlich und deshalb auch unbewusst) die Fragen zu beantworten: 'Wer bin ich?' - 'Was kann ich?' und somit sein Selbstbewusstsein auch inhaltlich zu füllen.“ Um das Es herum wird also eine Zone aufgebaut, die man als frühes Ich bezeichnen kann. Das frühe Ich, das sich wie eine Hülle um das Es legt, wird somit von den frühen Körperrepräsentanzen und den frühen Selbstrepräsentanzen gebildet. Die frühen Körperrepräsentanzen sind die kindlich grundgelegten Bewusstseins- und Gefühlsinhalte über Körperbereiche. Zu den frühen Selbstrepräsentanzen zählen die kindlich grundgelegten Bewusstseins- und Gefühlsinhalte bezüglich der eigenen Person. Sie bestimmen den Sozialcharakter und all unsere später erworbenen Selbstvorstellungen (wer wir sind, was wir fürchten und erhoffen, was wir uns zutrauen…) auf unterschiedliche Weise mit.
Zum frühen Ich zählte Freud auch den sozialisationsgebildeten Charakter eines Menschen: die bewusstseinsfähigen Emotionen und Bedürfnisse, die in Art und Intensität aus den Grundtrieben des Es durch den Sozialisationsprozess geformt worden sind. Dabei bezeichnete Freud die sozialisationsgeformten Emotionen und Bedürfnisse als Triebabkömmlinge des Es im Ich Das Es mit seinen angeborenen Triebimpulsen wird hier mit einem Baumstamm verglichen, aus dem das frühe Ich als Krone herauswächst. Deswegen nennt Freud diesen Teil des Ichs ein Produkt des Es: er ist aus dem Material des Es (Grundtrieben) entwickelt worden. Man sollte die Emotionen und Bedürfnisse aber unter das Es subsumieren, weil dies begrifflich klarer und weniger verwirrend ist. Man ist vielleicht verführt, die Emotionen und Bedürfnisse zum Ich zu zählen, weil man alles Bewusste mit dem Ich gleichsetzen möchte und die Emotionen und Bedürfnisse ja bewusst werden können. Aber nicht alles Bewusste gehört zum Ich, denn Über-Ich-Inhalte können bewusst werden. Und nicht alles Unbewusste gehört zum Es, wie die Über-Ich-Inhalte zeigen. Bei allen drei psychischen Strukturen gibt es Bewusstes, Unbewusstes und Vorbewusstes (= was bewusst gelernt wurde, aber zu einem unbewussten Habitus wurde, wie Autofahren, Fremdsprache…) Zum Beispiel kann ein durch Ich-Einsatz bewusst eingeübtes Handeln automatisiert werden und damit vorbewusst sein. Und was man bewusst erlebt hat, kann im Gedächtnis versinken, es kann vergessen werden und damit unbewusst sein, aber auch wiedererinnert werden.
Zu den Elementen des Ichs zählt man zuerst die Bewusstseinsleistungen des Wahrnehmens, des Denkens und des Gedächtnisses, weil sie dem Ich helfen, seiner spezifischen Aufgabe gerecht zu werden, nämlich realitätsgerecht (konfliktauflösend) zwischen den Ansprüchen aus dem Es, dem Über-Ich und dem Sozial-Außen zu vermitteln, also um psychische und soziale Konflikte konstruktiv zu lösen. Ein Kriterium dafür, ob das Ich realitätsdicht oder realitätsfern an der Entfaltung des Lebens orientiert ist, ist das Freisein von destruktiven Sozial- und Individualkonflikten über längere Zeit und die Fähigkeit des Ich, Konflikte konstruktiv lösen zu können. Weil nur das Ich realitätsgerechtes Handeln zu sichern vermag, heißt das, dass nur das Ich ein wahrhaft menschliches Handeln zu sichern vermag. Diese Teile der Psyche sind keine Produkte des Es wie die Emotionen und Bedürfnisse, weil diese nicht aus dem Es hervorgehen durch den (An)Passungskonflikt zwischen Trieben und sozialisierender Umwelt, sondern weil sie ihre eigene, davon abgehobene spezifische Entwicklung durchlaufen.

## Antike
Die „Psyche“ (altgriechisch ψυχή, psychḗ, für ursprünglich „Atem, Hauch“, von ψύχω, „ich atme/hauche/blase/lebe“) wurde im Altgriechischen in sehr umfassendem Sinn verstanden und auch zur Umschreibung der ganzen Person verwendet (ähnlich wie im Deutschen Mein Seelchen, Du, meine Seele u. ä.), bis hin zur Bezeichnung des Kostbarsten, des Wertvollsten überhaupt.
In der erlebnismäßig naheliegenden und deswegen wohl ursprünglichen Auffassung von Atmen und Atem als Zeichen für Belebtheit stand ψυχή als Atmen und Atem möglicherweise schon von Anfang an undifferenziert auch für Lebendigkeit und Lebenskraft (vgl. Atemseele, Atman). Insofern konnte ψυχή auch als Lebensprinzip aufgefasst und mit Leben gleichgesetzt werden.
Im Speziellen konnte ψυχή dabei die wichtigsten Erscheinungen (Phänomene) von Lebendigkeit bezeichnen, insbesondere alle selbst wahrnehmbaren Einzelerscheinungen oder Ausformungen der eigenen Lebendigkeit und Lebhaftigkeit. Außerdem konnte Gemüt, Herz, Mut und Herzhaftigkeit gemeint sein, der Sitz der Leidenschaften (oder vielleicht Leidenschaftlichkeit als solche), das Begehrungsvermögen ganz allgemein, Lust und Appetit, und über Sinn (in jedem Sinn, zum Beispiel Absicht wie bei der Wendung im Sinn haben) auch Denkvermögen, Verstand und Klugheit sowie allgemein der Geist.